# Bordetella parapertussis
Bordetella parapertussis là tên của một loại vi khuẩn Gram âm có kích thước nhỏ và thuộc chi Bordetella. Chúng thích ứng với môi trường bên trong hệ hô hấp của các động vật có vú. Chứng ho gà gây ra bởi B. parapertussis thì có những triệu chứng giống như bệnh do B. pertussis gây ra nhưng nhìn chung thì ít gay gắt hơn. Các kháng thể có được khi cơ thể chống lại B. pertussis không có tác dụng gì khi chống lại loại vi khuẩn này bởi vì trên người chúng có kháng nguyên O.Loại kháng nguyên này giúp chúng vượt qua được các kháng thể nên chúng tự do sinh sôi bên trong vật chủ mà không bị tấn công. Điều này chứng tỏ rằng loại vi khuẩn này đã tiến hóa để tránh bị tiêu diệt bởi các kháng thể, điều này là một lợi thế đối với chúng. Do vậy, người bị ho gà có thể bị ho gà thêm một lần nữa.
Các nhà khoa học đã phát hiện ra vi khuẩn này có hai dòng. Dòng thứ nhất gây ra chứng ho gà ở người (chỉ là một số trường hợp, B. pertussis mới là tác nhân phổ biến). Dòng thứ hai gây ra chứng viêm phổi mãn tính ở cừu. Cả hai dòng này có lẽ tiến hòa từ một loài vi khuẩn giống B. bronchiseptica. Bệnh do loài vi khuẩn này gây ra có thể có hoặc không có triệu chứng và có thể khiến cho vật chủ nhiễm thêm một bệnh nữa.